# النگو

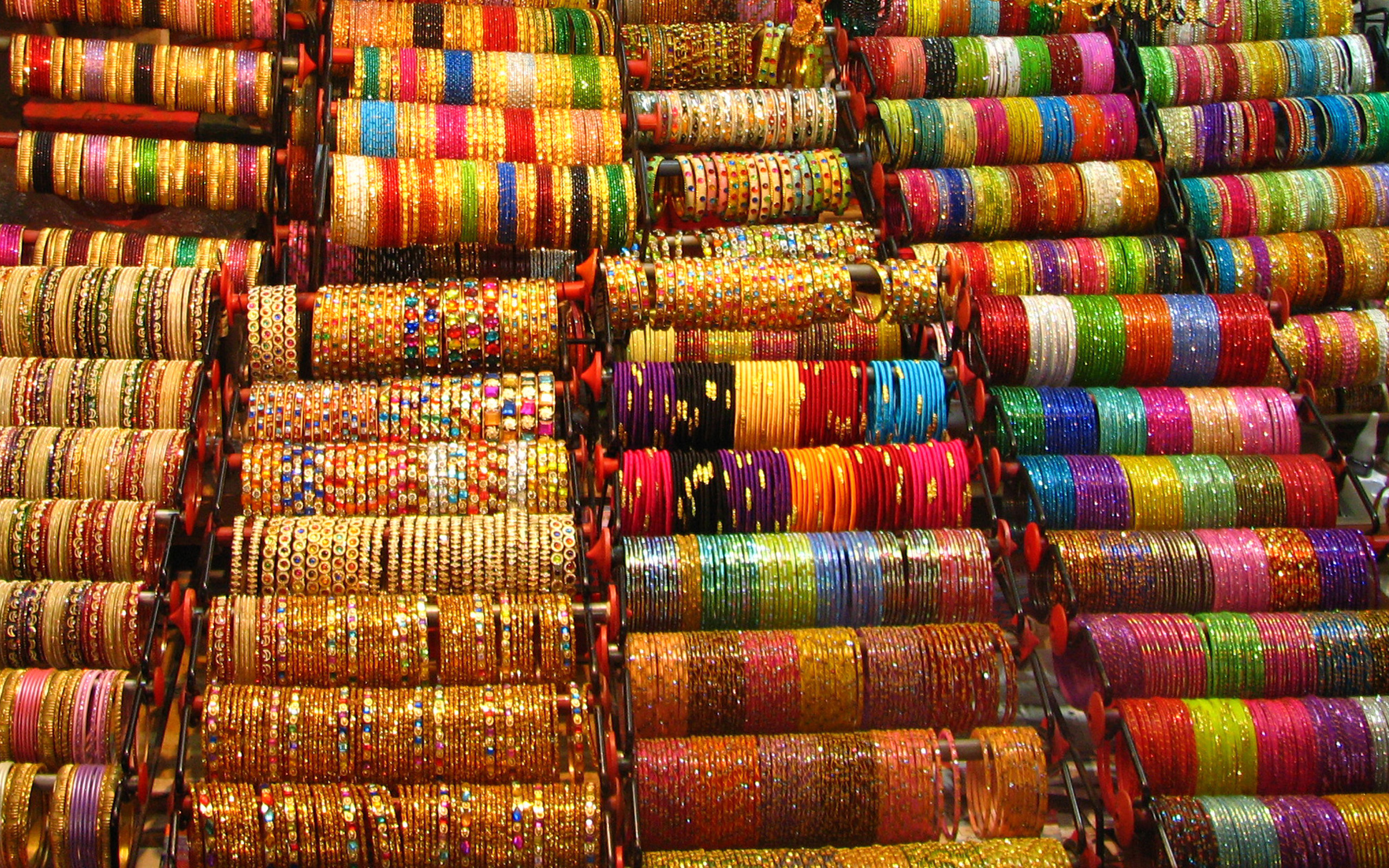
النگوهای به نمایش درآمده در یک مغازه در هند

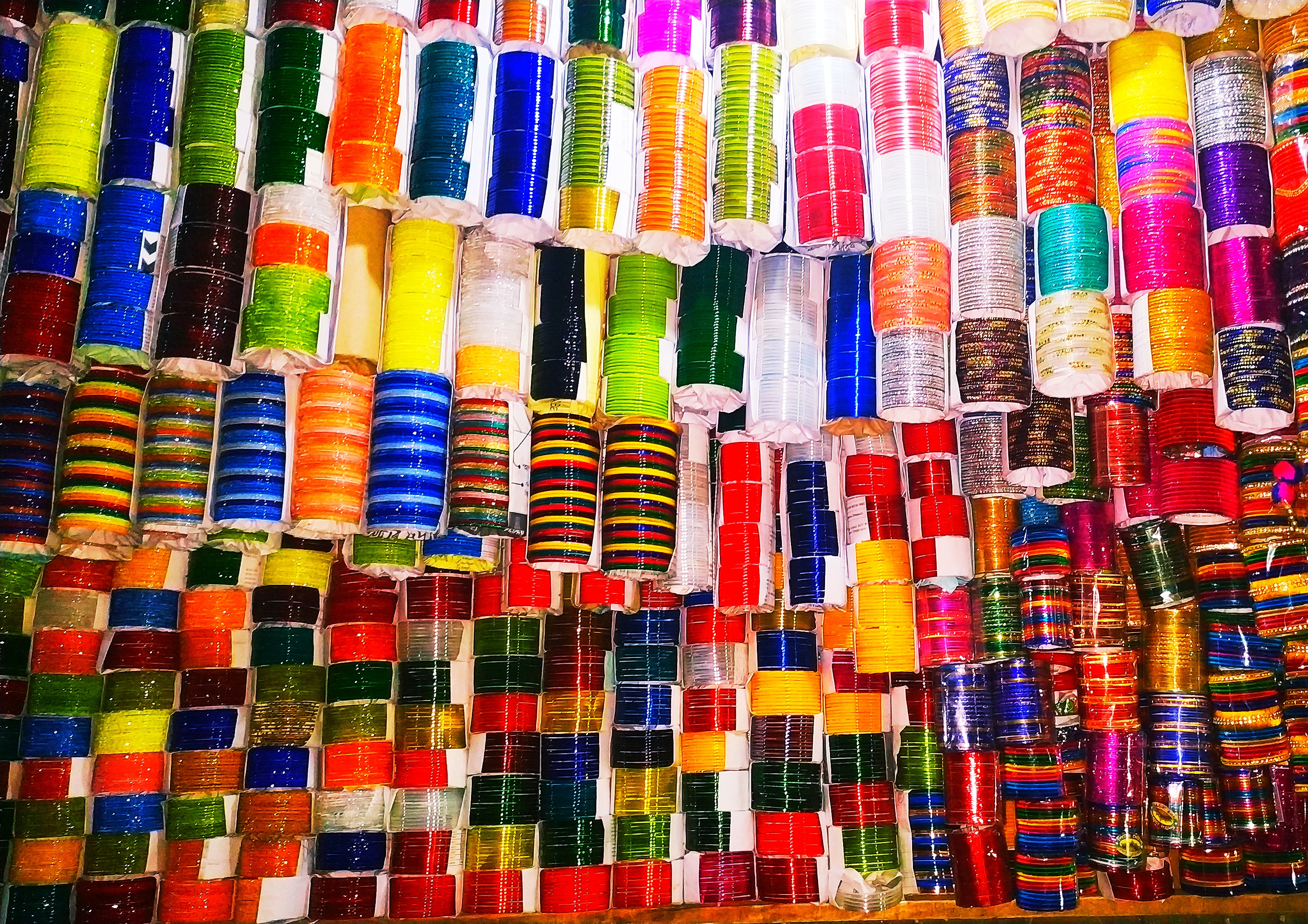

النگو نواری غالباً فلزی (معمولا از طلا) است که به دور مچ دست برای زینت می‌اندازند. جنس النگوها بیشتر از طلا می‌باشد و پهنای آنها از کمتر از نیم سانتیمتر تا دو سانتی‌متر یا بیشتر است.البته که النگو را با انواع جنس‌ها دیگری مانند استیل، نقره، بافت و . . . تولید می‌کنند.